# Aforia goodei
Aforia goodei är en snäckart som först beskrevs av Dall 1890.  Aforia goodei ingår i släktet Aforia och familjen Turridae. Inga underarter finns listade i Catalogue of Life.